# Лішіано-Нікконе
Лішіано-Нікконе (італ. Lisciano Niccone) — муніципалітет в Італії, у регіоні Умбрія, провінція Перуджа.
Лішіано-Нікконе розташоване на відстані близько 155 км на північ від Рима, 25 км на північний захід від Перуджі.
Населення — 634 особи (2014).

## Демографія
Населення за роками:

Станом на 1 січня 2023 року в муніципалітеті офіційно проживали 134 іноземці з 16 країн, серед них 71 громадянин країн Євросоюзу та 3 громадяни України.

## Сусідні муніципалітети
- Кортона
- Пассіньяно-суль-Тразімено
- Туоро-суль-Тразімено
- Умбертіде